# Theodor Alexander von Schoeler
Theodor Alexander Viktor Ernst von Schoeler (22 tháng 3 năm 1807 tại Potsdam – 23 tháng 8 năm 1894 tại Coburg) là một sĩ quan quân đội Phổ, đã được thăng đến cấp Trung tướng. Ông từng tham gia chiến đấu trong cuộc Chiến tranh Bảy tuần chống Áo năm 1866 và cuộc Chiến tranh Pháp-Đức các năm 1870 – 1871.

## Tiểu sử

### Gia đình
Theodor Alexander sinh vào ngày 22 tháng 3 năm 1807, là con trai của cựu Tượng tướng Bộ binh và Giám đốc Tổng cục Chiến tranh Phổ Moritz von Schoeler (1771 – 1855) với bà Eleonore, nhũ danh Burggräfin und Gräfin von Dohna-Lauck (1777 – 1855). Ông nội của ông là Thiếu tướng Johann Friedrich Wilhelm von Schoeler, trong khi ông ngoại của ông là Thiếu tướng August Burggraf und Graf zu Dohna-Lauck. Thêm vào đó, người chú của ông, Friedrich von Schoeler, cũng là một tướng lĩnh Phổ, từng được trao tặng Huân chương Đại bàng Đen.
Vào ngày 5 tháng 4 năm 1848, ông thành hôn với Ottilie, nhũ danh Börger (1828 – 1895). Cuộc hôn nhân đã mang lại cho ông hai người con.

### Sự nghiệp quân sự
Nối tiếp truyền thống gia đình của mình, Schoeler cũng là một sĩ quan nhà nghề trong quân đội Phổ. Trong những năm thái bình sau những cuộc chiến tranh của Napoléon, việc thăng tiến sĩ quan quân đội Phổ chỉ diễn ra chậm chạp. Do vậy, Schoeler đã trải qua một sự nghiệp khó khăn cho đến khi cuộc Chiến tranh Bảy tuần với Áo bùng nổ vào năm 1866, bất chấp một sự thật rằng nhiều nhân vật có ảnh hưởng trong giới lãnh đạo quân sự Phổ thời bấy giờ là thân quyến của ông. Đơn cử, thân phụ ông, Moritz, đã nắm giữ nhiều chức vụ trong đó có Thứ trưởng Bộ Chiến tranh Phổ. Khi chiến tranh với Áo nổ ra, ông được bổ nhiệm làm Chỉ huy trưởng Lữ đoàn Bộ binh số 31 (Sư đoàn số 16 – một phần thuộc biên chế của Tập đoàn quân Elbe do Thượng tướng Bộ binh Eberhard Herwarth von Bittenfeld thống lĩnh) và được thăng cấp hàm Thiếu tướng. Cùng với các đơn vị khác của Tập đoàn quân Elbe, ông tiến quân vào Böhmen và thể hiện tài nghệ quân sự của mình trong các trận đánh tại Hühnerwasser ngày 26 tháng 6 và Königsgrätz-Sadowa ngày 3 tháng 7. Sau đó, theo đề xuất của tướng Bittenfeld, ông được Quốc vương Wilhelm I trao tặng Thập tự Xanh – huân chương quân sự cao quý nhất của Phổ. Trong giai đoạn cuối cùng của chiến dịch ở Böhmen, Schoeler đã lãnh quyền chỉ huy Sư đoàn số 8 thay thế tướng August von Horn vào ngày 21 tháng 7 năm 1866 và được phong quân hàm Trung tướng.
Trong bản báo cáo của Herwarths von Bittenfeld cho nhà vua vào ngày 4 tháng 8 năm 1866, vị Tổng chỉ huy Tập đoàn quân Elbe đã ca ngợi của ông:
| “                          | ...qua sự chỉ đạo năng nổ, mạnh mẽ đối với lực lượng tiền binh của Tập đoàn quân Elbe trong suốt chiến dịch và qua những thành tích thắng lợi tại hai trận đánh ở Hühnerwasser ngày 26 tháng 6, tại trận Münchengrätz ngày 28 tháng 6 và tại trận Königsgrätz ngày 3 tháng 7 ông trở nên xứng đáng được nhận một phần tưởng đặc biệt... | ” |
| — Herwarths von Bittenfeld | |   |

Dưới sự chỉ huy của ông, Sư đoàn số 8 đã tham chiến trong cuộc Chiến tranh Pháp-Đức (1870 – 1870). Vào tháng 5 năm 1871, ông xuất ngũ (zur Disposition, rời ngũ nhưng sẽ được động viên trở lại khi có chiến tranh). Tháng 8 năm 1894, ông từ trần ở Coburg.